# Juan Benigno Vela
Juan Benigno Vela Hervas (Ambato, 9 de julio de 1843 – Ambato, 24 de febrero de 1920) fue un político, abogado, periodista y escritor ecuatoriano. Se mostró opositor de los gobiernos de Gabriel García Moreno y del general Ignacio de Veintimilla.

## Biografía

### Primeros años
Sus padres fueron Juan Pío Vela y Mercedes Hervas. Fundó  y dirigió los periódicos El Combate, La Idea, La Candela, El Argos y El Pelayo. Fue Rector del Colegio Nacional Bolívar.
Cuando era niño estudió en Ambato, su ciudad natal y la secundaria en Latacunga en el Colegio Vicente León. Fue ahí donde conoció a Simón Rodríguez quien había sido maestro de Simón Bolívar. Después de terminar el bachillerato pasó a la ciudad de Quito para estudiar leyes en la Universidad. Se casó con Mercedes Ortega y Fernández con quien tuvo descendencia.

### Carrera política
Además de su profesión como abogado también fue político, afiliado siempre al Partido Liberal. Fue por ello perseguido varias veces por los gobiernos conservadores que se implantaron desde la segunda mitad del siglo XIX. 
Participó en distintos ámbitos políticos desde la gobernación, el parlamento, o el ámbito municipal de su ciudad. En 1893 fue elegido concejal de Ambato y presidió el Concejo Municipal. En 1898 fue elegido Senador Suplente de Tungurahua. Volvió al Senado como titular entre 1912 y 1918. Fue parte de la Asamblea Constituyente que redactó la Constitución de 1906 en el Ecuador, en donde se destaca la separación de la iglesia y el estado.
En su carrera como legislador participó en la redacción de una Constitución, así como coautor de Leyes de instrucción pública, el código de Policía, el Registro Civil y Matrimonio Civil, todo acorde a sus ideales liberales. Fruto de sus persecuciones fue tomado preso y desde la cárcel escribió varios poemas. Fue además inspector de las Escuelas de Tungurahua en 1877 gracias al nombramiento de Pedro Carbo. 

### Últimos años
Al final de su vida quedó ciego y sordo. Sin embargo, esto no le impidió que continue luchando por su país. A veces perdía la paciencia por su condición y hablaba con voz muy alta por su sordera. Tuvo que confiar en su memoria para continuar con su vida. Escribió muchos libros en vida que esperan ser editados aún.
Falleció el 24 de febrero de 1920 por causa de la peste tifus, y fue enterrado en el Cementerio Municipal de La Merced de Ambato.

## Obras
A continuación la lista de algunas publicaciones de Juan Benigno Vela:
- El Combate (principal diario donde escribió sobre temas políticos y polemizó con otros autores)
- El Toro Gacho
- Carta abierta[5]
- Poemas[6]

## Legado y reconocimientos
Durante el siglo XIX en Ambato surgieron cuatro figuras políticas importantes que representaron la lucha que se veía en Ecuador entre conservadores y liberales. En el primer grupo, Pedro Fermín Cevallos y Juan León Mera, se enfrentaron a Juan Benigno Vela y Juan Montalvo. Sus diferencias fueron jurídicas, en el caso de Cevallos y Vela, así como literarias entre Mera y Montalvo. La discusión, las polémicas, y los escritos que se dedicaron, formaron parte importante de las obras de cada personaje y marcaron la historia de ese país.
Sobre Juan Benigno Vela diría el escritor Manuel J. Calle en su libro Biografías y Semblanzas.

El señor Vela es hombre muy político, muy vehemente y absoluto en sus opiniones y simpatias, que no se muerde la lengua en eso de soltarle una fresca al lucero del alba. Antes solía escribir abundantemente y bien: a ello debe gran parte de su reputación; pero hace años que colgó su péñola de la vieja espetera donde puso la suya el imitador inimitable de Cide Hamete Benengeli... Y no por cansancio ni porque las nieblas de la edad hayan enturbiado las claridades interiores, único refugio de su atormentada existencia, sino porque, gracias a una beatífica bonachonería, se cree en la plenitud del ideal y juzga que una vez alcanzado el objeto a que se dirigían las antiguas propagandas, no hay para qué tomarse la molestia de añadir una línea más... Y solo trabaja para adentro; es decir, piensa y sueña.
Manuel J. Calle - Biografías y Semblanzas

A esto se suma además los siguientes reconocimientos que mantienen viva la memoria de Juan Benigno Vela en el Ecuador.
- En la parroquia Celiano Monge del Cantón Ambato, existe el barrio Juan Benigno Vela.[8]
- En 2017, el municipio de Ambato creó el museo con honor a su memoria, que lleva su nombre.[3]
- El Concejo Municipal de Ambato otorga condecoraciones anuales con su nombre.[9]